# Рагби репрезентација Кинеског Тајпеха
Рагби јунион репрезентација Кинеског Тајпеха је рагби јунион тим који представља азијску државу Кинески Тајпех (Република Кина или Тајван) у овом контактном екипном спорту. Први званичан меч рагбисти Тајвана тј. Републике Кине одиграли су 1969. и поражени су 62-0 од Јапана. Најтежи пораз рагбистима Републике Кине такође нанела је Рагби јунион репрезентација Јапана 2002. било је 155-3. Највећу победу рагбисти Републике Кине остварили су 1988. када су декласирали Сингапур са 86-3.

## Тренутни састав
Вен Хао Чуан
Тунг-Јанг Ву
Тунг Чинг Хсие
Ју Чин Ли
Чије Ју Чијанг
Куо Лун Чен
Веи Фан Цеи - капитен
Чин Хао Лу
Чао Хсиан Јех
Ву Хсиен Ло
И-Јен Чен
Чин-Веу Чу
Чен Вен Чанг
По Јао Чунг
Ју Хеи Чен
Минг Че Ченг
Чен Хао Венг
Вен Пао Чианг
Ли Хсун Хсу